# Xavier de Montépin

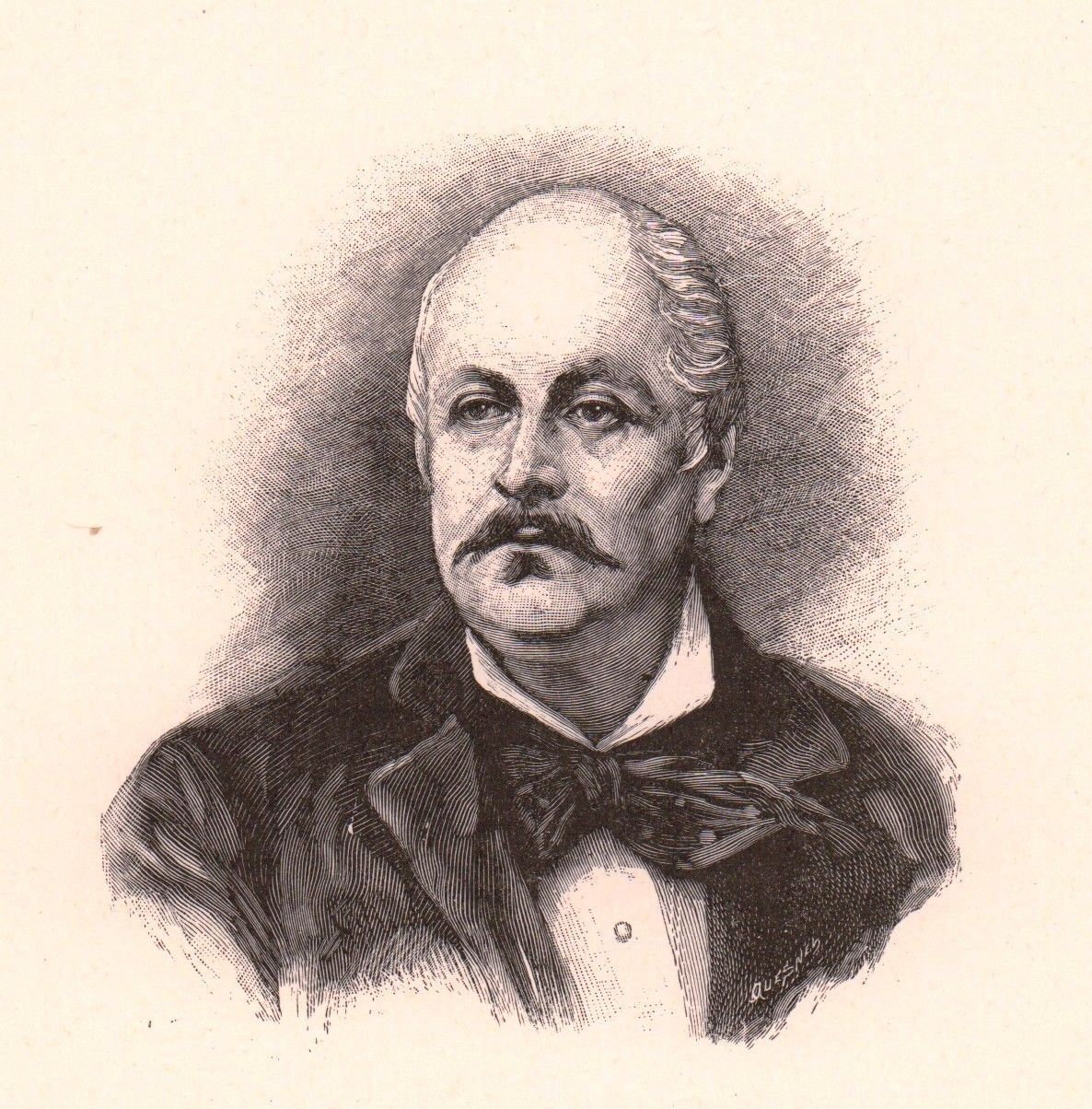
Xavier de Montépin.

Henry Xavier Amon Perrin (Apremont (Haute-Saône), 18 de março de 1823 — Paris, 30 de abril de 1902), conde de Montépin, foi um romancista, autor de obras de carácter popular em boa parte publicadas em fascículos na imprensa periódica. Ao longo da sua carreira publicou mais de 100 romances.

## Biografia
Xavier de Monntépin nasceu em Apremont, Alta Saboia, filho de Henry Aymon de Montépin (1786-1876), um oficial da Guarda Real francesa (Garde Royale), que em 1873 foi feito membro da Legião de Honra. Era sobrinho de Jules Aymond de Montépin, um destacado político da ala conservadora moderada que seria membro da Câmara dos Pares de França.
Terminada a sua edução básica na sua cidade natal, foi auditor da Ècole Nationale des Chartes. Terminados os estudos dedicou-se ao publicismo e ao jornalismo, ligado às correntes políticas conservadoras. Durante a Revolução Francesa de 1848 criou o jornal intitulado Le Canard e participou na redação de dois outros jornais contra-revolucionários, o Lampion e o Pamphlet.
Paralelamente à sua actividade como jornalista, Xavier de Montépin foi produzindo romances, novelas e dramas históricos populares, em boa parte publicados em fascículos ou incluídos como folhetins em periódicos. Entre as suas obras incluem-se pelo menos um best-seller do século XIX, a obra intitulada La Porteuse de pain, aparecida em forma de folhetim no quotidiano Le Petit Journal no período de 15 de junho de 1884 a 17 de janeiro de 1885, que foi sucessivamente adaptada para o teatro, cinema e televisão.
Outra das suas obras, Le Médecin des pauvres ( ou O médico dos pobres), foi editado serializado de janeiro a maio 1861, no jornal ilustrado le journal illustré Les Veillées parisiennes, de Paris, é na realidade um plágio de uma novela histórica de Louis Jousserandot, um advogado republicano. Na sequência da publicação, Jousserandot e Montépin acusaram-se mutuamente nos tribunais, num processo que teve o seu epílogo no julgamento que ocorreu em janeiro de 1863. Os dois queixosos foram considerados sem razão e ambos condenados ao pagamento das custas judiciais. Mas o principal derrotado foi Jousserandot, o antigo proscrito republicano que teve muito pouca oportunidade de vitória contra o rico e famoso Xavier de Montépin, adulado pelos leitores e politicamente próximo do poder imperial do Segundo Império Francês.
Uma das suas obras, Les Filles de plâtre (As raparigas de gesso), publicada em 1855, ganhou foros de escândalo e em consequência Montépin foi condenado a três meses de prisão e multado em 500 francos em 1856, acusado de obscenidade.
Xavier de Montépin, como muitos outros autores de sucesso da sua época que produziam garnade número de romances em folhetim («ao quilómetro»), recorria a um ou mais escritores fantasma (conhecidos em França por «nègre littéraire» (negros literários). No caso de Xavier de Montépin um dos escritores que para ele trabalhou foi Maurice Jogand.
De 1882 até falecer em 1902, viveu num grande prédio particular (hoje desaparecido) no n.º 12 da rue Adolphe-Yvon (16.e arrondissement de Paris).
Está sepultado no antigo cemitério comunal do Oeste (Cimetière de l'Ouest (Boulogne-Billancourt)), de Boulogne-Billancourt, no Hauts-de-Seine, ao lado da campa da sua esposa, Louise Lesueur, e de Caroline Lesueur.

## Principais romances

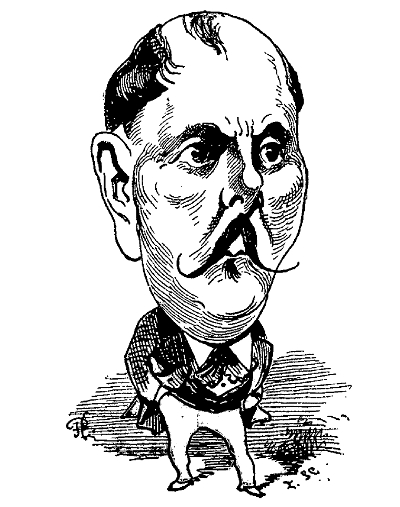
Caricatura de Xavier de Montépin aparecida em 1875 noLe Trombinoscope de Touchatout.

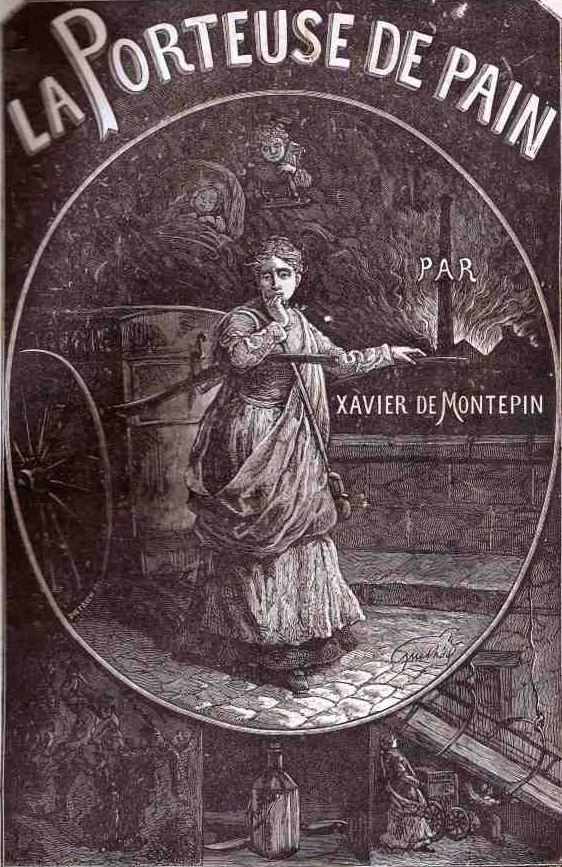
La Porteuse de pain (publicado em fascículos por H. Geoffroy.

- Les Chevaliers du lansquenet (1847)
- Les Amours d'un fou (1849)
- Les Confessions d'un bohême (1849)
- Les Filles du saltimbanque (1849)
- Brelan de dames (1850)
- La Baladine (1851)
- Le Loup noir (1851)
- Geneviève Galliot (1852)
- Les Viveurs de Paris (1852)
- L'Épée du commandeur (1852)
- L'Auberge du Soleil d'or (1853)
- Un gentilhomme de grand chemin (1853)
- Les Valets de cœur (1853)6
- Mademoiselle Lucifer (1853)
- Les Filles de plâtre (1855)
- La Perle du Palais-royal (1855)
- Le Château des fantômes (1855)
- Les Filles de plâtre. Les Trois Débuts (1856)
- La Syrène (1856)
- Les Deux Bretons (1857)
- Le Masque rouge (1858)
- L'Officier de fortune (1858)
- Les Pécheresses. Pivoine et Mignonne (1858)
- Les Viveurs de province (1859)
- La Comtesse Marie (1859)
- Le Château de Piriac (1859)
- La Maison rose (1859)
- Les Chevaliers du poignard (1860)
- La Fille du maître d'école (1860)
- Les Marionnettes du diable (1860)
- Un mystère de famille (1860)
- Le Compère Leroux (1860)
- Une fleur aux enchères (1860)
- Le Médecin des pauvres (1861)
- Le Parc aux biches (1862)
- Les Compagnons de la torche (1862)
- Les Métamorphoses du crime (1863)
- L'Amour d'une pécheresse (1864)
- L'Héritage d'un millionnaire (1864)
- Le Drame de Maisons-Laffitte (1864)
- Les Pirates de la Seine (1864)
- Les Amours de Vénus (1864)
- Bob le pendu (1864)
- Les Mystères du Palais-royal (1865)
- La Fille du meurtrier (1866)
- Le Moulin rouge (1866)
- La Sirène (1866)
- La Maison maudite (1867)
- La Femme de Paillasse. La voyante (1873)
- L'Amant d'Alice (1873)
- La Comtesse de Nancey (1873)
- Le Mari de Marguerite (1873)
- Les Confessions de Tullia (1873)
- La Voyante (1873)
- Le Bigame (1874)
- Le Pendu (1874)
- Les Enfers de Paris (1874)
- La Maîtresse du mari (1876)
- Les Tragédies de Paris (1876)
- La Sorcière rouge (1876)
- L'Agent de police (1877)
- La Traite des blanches (1877)
- La Bâtarde (1877)
- Deux Amies de Saint-Denis (1878)
- La Femme de Paillasse (1878)
- Le Médecin des folles (1879)
- La Dame de pique (1879)
- Le Médecin des folles (1879)
- Le Fiacre n ̊ 13 (1880)
- Les Filles de bronze (1880)
- Le Dernier des Courtenay (1880)
- La Fille de Marguerite (1881)
- Son Altesse l'Amour (1881)
- Mam'zelle Mélie (1881)
- Madame de Trèves (1882)
- Les Pantins de madame le Diable (1882)
- Le Dernier Duc d'Hallali (1883)
- La Porteuse de pain (1884-1887)
- Deux Amours : Hermine (1885)
- Deux Amours : Odille (1885)
- Le Testament rouge (1888)
- Le Marchand de diamants (1889)
- Marâtre : la fille du fou (1889)
- Le Mariage de Lascars (1889)
- Les Drames de l'épée (1890)
- La Dame aux émeraudes (1891)
- Les Conquêtes de Narcisse Mistral (1894)
- La Demoiselle de compagnie (1900)
- Chanteuse des rues (1900)
- Le Marquis d'Espinchal (1902)